# Plastiek (beeldhouwkunst)
Een plastiek (Grieks: πλαστική [τέχνη], plastikí [téchni]; de 'vormende' of 'gevormde' kunst), is een bepaalde variant binnen de beeldhouwkunst.
In tegenstelling tot een sculptuur, waarbij het kunstwerk uit een star materiaal gehakt of gesneden wordt, ontstaat een plastiek door toevoeging uit een beweeglijke dus 'plastische' massa door modelleren of gieten.
Het samenvoegen van bestaande materialen noemt men assemblage.

## Boetseren, opbouwen, gieten en metaalbewerking
Klassieke materialen om een plastiek te maken zijn op de eerste plaats klei (zie ook terracotta, keramiek en porselein), gips en was. Een modern materiaal is 'plastiline', dat niet steeds vochtig gehouden hoeft te worden in tegenstelling tot klei. Plastieken kunnen ook ontstaan door het maken van een afgietsel, bijvoorbeeld in metalen als brons, zilver, goud, messing, aluminium en koper en ook kunststof, gips of beton.
Het omzetten van een plastisch materiaal via een gipsafgietsel naar een bruikbare gietvorm gebeurt door middel van een gietmal. De bewerkingen kunnen uitgevoerd worden door een bronsgieter of een gespecialiseerd bedrijf zoals een ijzer- of bronsgieterij. De gegoten beelden kunnen afgewerkt worden door de gieter of door de beeldhouwer, en vervolgens gepolijst, gepatineerd (geoxideerd) of gepolychromeerd (meerkleurig beschilderd met verf) worden.
Een andere manier om een duurzame vorm te ontwikkelen is door een dunne metaalsoort zoals blik- of koperplaat te 'drijven'. Dit gebeurde al in het oude Griekenland. De koude vervorming van metalen heeft zich tot grote hoogte ontwikkeld zodat ook monumentale beelden kunnen ontstaan. Beeldhouwers die deze techniek beoefenden zijn Rudolf Reinhart, Karl Burgieff en Jungfer Gyula (Pest, 1841 - Buda, 1908)
Een hedendaagse plastiek van plaatmateriaal zoals blik wordt meestal gedragen door een geraamte dat door een technisch bedrijf wordt uitgevoerd. Dit soort geraamtes hebben zich tot een autonome kunstvorm ontwikkeld.

## Fotogalerij

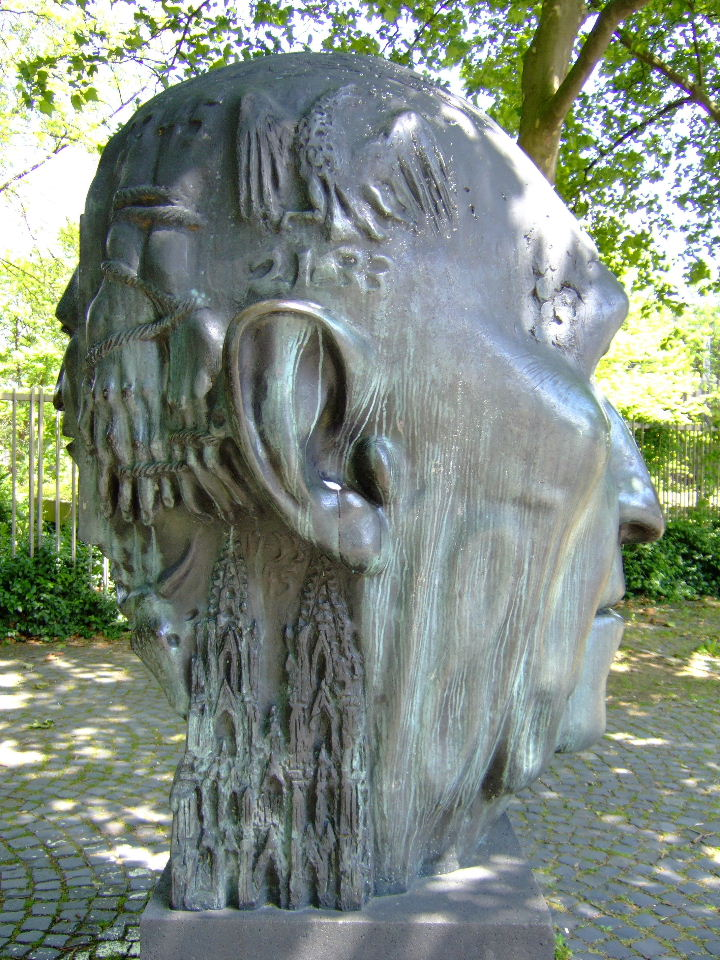
Hubertus von Pilgrim: Konrad Adenauer (1982) – Plastiek voor het voormalig Bundeskanzleramt in Bonn
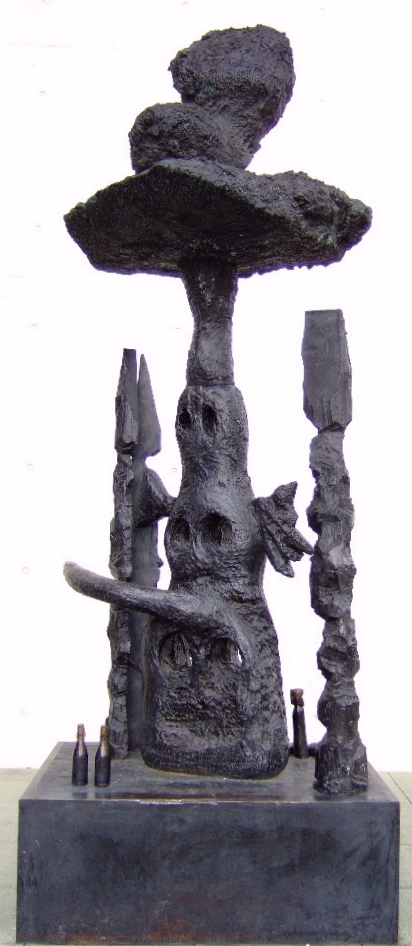
A. R. Penck: Future of the soldiers (1995) – Bronsplastiek voor het Kunstmuseum Bonn
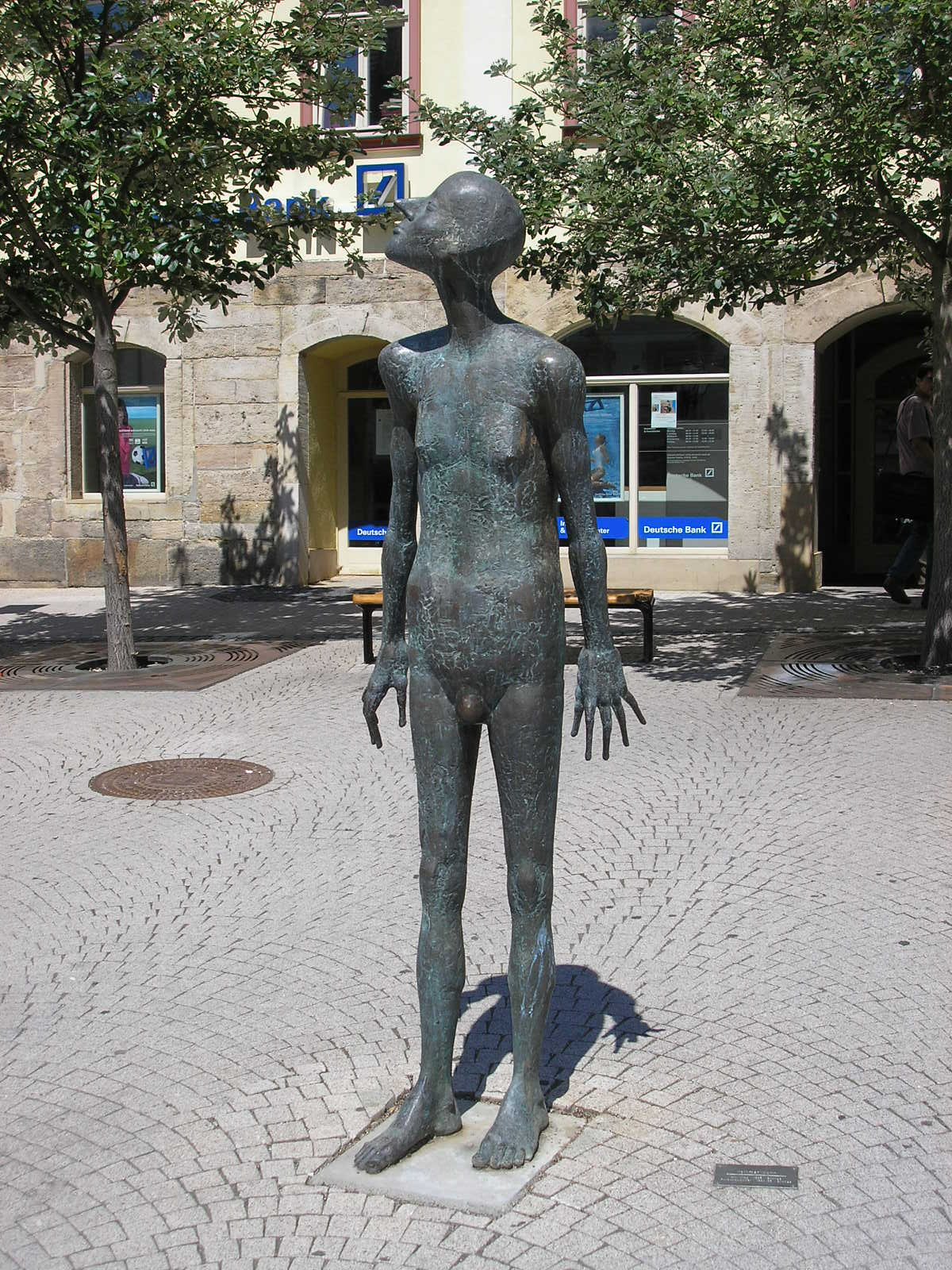
Bronsplastiek aan de Apothekerbrunnen in Ilmenau